# Coralie Clément
Coralie Biolay (Villefranche-sur-Saône, Francia; 1 de septiembre de 1978), conocida profesionalmente como Coralie Clément, es una cantante francesa que se encuadra en la generación de intérpretes de la Nueva chanson francesa.

## Biografía
Nació en una familia de músicos, su padre es clarinetista y ella estudió violín desde los seis años, aunque más tarde lo dejó. Su hermano, Benjamin Biolay, también cantante, ha compuesto y producido tanto su disco presentación como los dos siguientes. 
Entre sus influencias reconocidas están Françoise Hardy, Jane Birkin y Serge Gainsbourg, por lo que su música se acerca a la Chanson francesa, destilada con nuevos sonidos como la bossa nova, consiguiendo un estilo melancólico y poético. Grabó su primer disco mientras estudiaba Historia en la universidad. 
Clément interpretó el tema principal Dorénavant de la película L'idole de Samantha Lang, protagonizada por Leelee Sobieski, así como su canción "Samba de mon cœur qui bat" se incluyó en la banda sonora de la película Something's Gotta Give, protagonizada por Diane Keaton y Jack Nicholson.

## Discografía
- 2002: Salle des pas perdus (EMI Records)

- 2005: Bye bye beauté (EMI Records)

- 2008: Toystore
- 2013: Iris a 3 ans (audiolibro, Naïve Records)
- 2014: La belle Affaire